# Sébaco

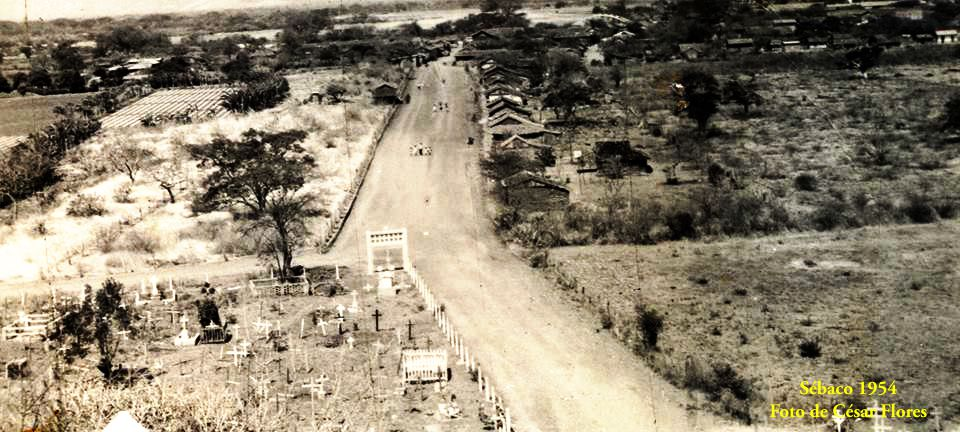
Sébaco w 1954

Sébaco – miasto w Nikaragui. W 2006 roku liczyło ono 25 200 mieszkańców.